# Roman de la Rose
El Roman de la Rose és una novel·la medieval al·legòrica on es parla de l'amor. Va ser creada per dos autors francesos durant el segle XIII: Guillaume de Lorris i Jean de Meung. És un poema de gènere èpic que consta d'aproximadament uns 22.000 versos octosíl·labs. Va ser escrit en llengua vernacla, en francès antic.
Va ser una de les obres més llegides del seu temps. Compta amb un gran nombre de manuscrits de l'època en pergamí i, de fet, una part de l'obra va arribar a ser traduïda a l'anglès per Geoffrey Chaucer, sota el títol The Romaunt of Rose.

## Argument
Guillaume és el protagonista d'un somni en què entra en un jardí acompanyat d'una bella dama; allà coneix la Rosa i se n'enamora. Per intentar conquerir-la es va refinant, però rep atacs dels seus enemics que el tanquen en un bosc. Allà la Raó intenta consolar-lo, però Amor el convenç de tornar al seu intent: ataquen una torre on l'Acollida està presonera i aconsegueixen alliberar-la. Com a premi, aquesta facilita el retrobament amb la Rosa.
La primera part, escrita per Guillaume de Lorris, està formada per 4.058 versos que narren en primera persona el somni i la voluntat del protagonista de conquerir la dama amb l'ajuda i les aversions d'altres personatges. La segona part, escrita per Jean de Meung, està formada per 17.722 versos, que finalment acaben resolent la trama amb la conquesta final de la Rosa per part del protagonista.

## Anàlisi
La rosa representa la dona i esdevé un símbol de l'amor cortès: ella és un ésser ideal i delicat que cal estimar per la seva bellesa i cuidar-la. És el màxim exponent del jardí, descrit com a locus amoenus, separat de la resta de la vida com a indret de plaer i emocions. El bosc, per contra, és el lloc del perill i la foscor (imatge recurrent en els contes de fades que comencen a explicar-se per aquesta època). La majoria de personatges porten com a noms les virtuts o instàncies que representen, per reforçar la correcta lectura de la metàfora. Per exemple, la Riquesa duu un vestit de color porpra, color que s'identifica amb el poder i amb l'autoritat medieval.
Les imatges sensuals de la rosa, malgrat les explicacions sobre un amor pur, van provocar atacs dels seus contemporanis, que veien la relació massa carnal (s'ha dit que la flor és una clara al·lusió als genitals femenins), especialment la segona part.
El protagonista relaciona el jardí amb el Paradís i el Cel, referències extretes de la Bíblia per donar a entendre un estat de total perfecció. També descriu detalladament tot el que l'envolta, com els arbres de la terra dels sarraïns, d'origen exòtic, i la gran quantitat d'aus que es troben, algunes de les quals també són exòtiques. També destaca el talent francès, com el cant dels aires de la Lorena.
El concepte d'amor està fortament marcat per Ovidi i té passatges similars als de Ramon Llull, sense que consti una influència directa entre els dos autors.
El gènere del roman és l'antecedent de la novel·la moderna i com a tal alterna els passatges de narració amb el diàleg, que aquí adopta el paper de col·loqui filosòfic. Aquest roman, però, està escrit en vers, fruit de la vacil·lació medieval entre poesia i prosa, hereva de la preceptiva clàssica, que només sanciona la primera com a única forma veritablement literària.

## Llegat
L'obra va ser aviat traduïda a diverses llengües i va convertir-se en font d'inspiració per a escriptors d'arreu d'Europa, com Geoffrey Chaucer, Guillaume de Machaut, Dant Alighieri, François Villon, Petrarca o Ausiàs March, entre d'altres.
Els passatges plens de misogínia en boca de personatges secundaris han provocat al llarg de la història diverses respostes, la primera d'aquestes per part de Christine de Pisan, en un escrit vist com un precedent del feminisme modern. La Vella, que insta les dones a aconseguir diners i seguretat a canvi dels seus favors, és probablement el personatge més negatiu del poema.